# Hannu Takkula

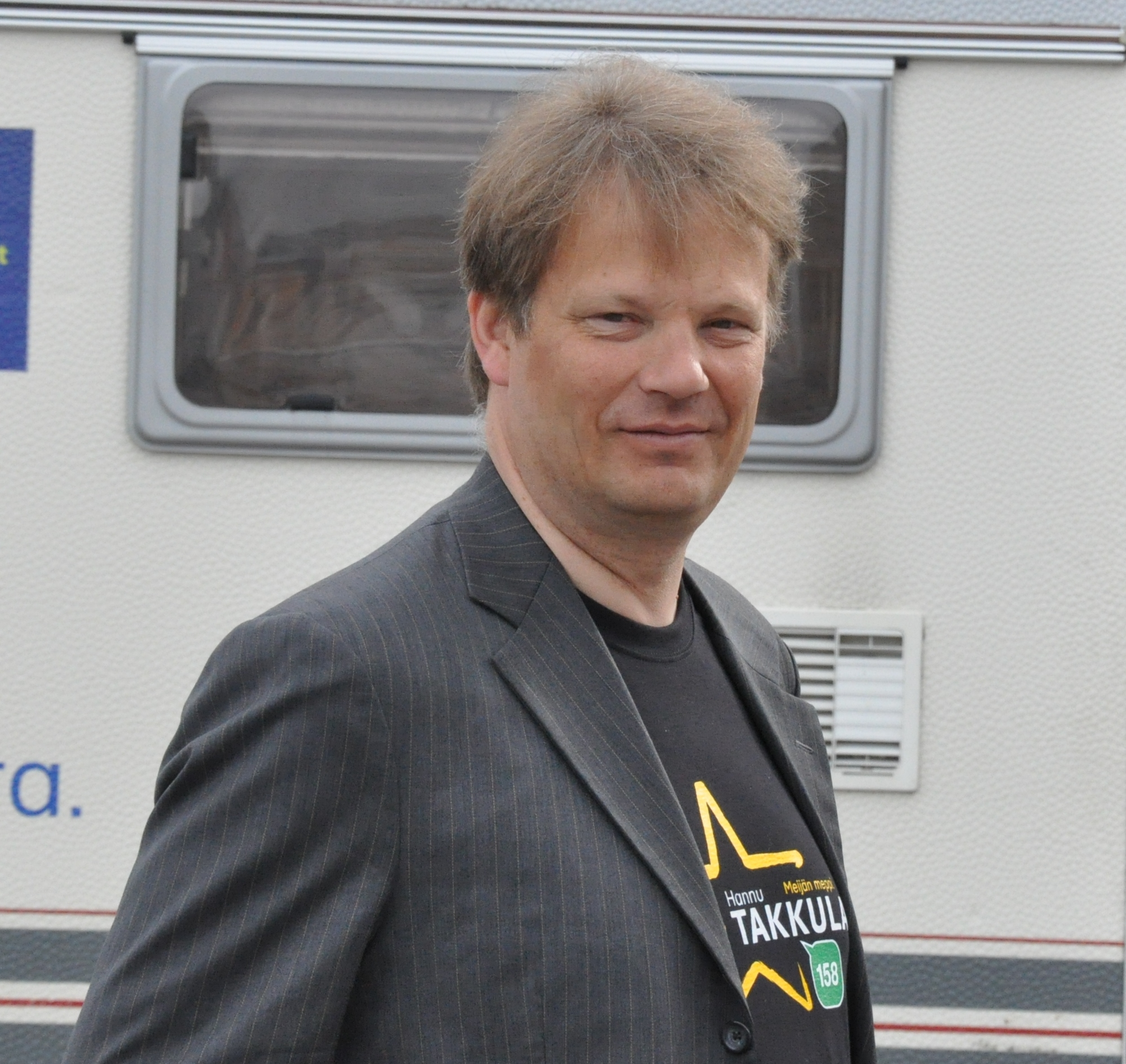
Hannu Takkula (2009)

Hannu Takkula (* 20. November 1963 in Ristijärvi) ist ein finnischer Politiker (Finnische Zentrumspartei).

## Politiker
Von 1995 bis 2004 war Takkula Mitglied des Finnischen Parlaments. Gewählt wurde er jeweils im Wahlkreis Lappland. Nachdem Takkula ins Europaparlament gewählt worden war, rückte Tatja Karvonen für ihn nach. Von 2004 bis 2018 war er Mitglied des Europäischen Parlaments in der Allianz der Liberalen und Demokraten für Europa. Nach seiner Mandatsniederlegung im Februar 2018 rückte Elsi Katainen für ihn ins Europaparlament nach. Von 2018 bis 2024 war Takkula als finnischer Vertreter Mitglied des Europäischen Rechnungshofs. In diesem Amt folgte ihm Petri Sarvamaa nach.

## Ausschussarbeit im Europaparlament
Als Europaparlamentarier war Takkula in folgenden Ausschüssen vertreten:
- Mitglied im Ausschuss für Kultur und Bildung
- Mitglied in der Delegation für die Beziehungen zu Australien und Neuseeland
- Stellvertreter im Ausschuss für Verkehr und Fremdenverkehr
- Stellvertreter in der Delegation für die Beziehungen zu Israel
- Stellvertreter in der Delegation in der Paritätischen Parlamentarischen Versammlung AKP-EU.

In der Periode 2009 bis 2014 war Takkula in folgenden Ausschüssen und Delegationen:
Mitglied im Ausschuss für Kultur und Bildung, in der Delegation für die Beziehungen zu Israel, in der Delegation für die Beziehungen zu Australien und Neuseeland und in der Delegation in der Parlamentarischen Versammlung der Union für den Mittelmeerraum.
Als Stellvertreter war er im Ausschuss für Industrie, Forschung und Energie.